# 鹹海
鹹海（中国古称雷翥海）是中亞一個內流鹹水湖，其名於當地的蒙古-突厥語系中意為「島嶼之海」（Aral意為「島」或「列島」），源於曾分布在湖中的超過1,100個島嶼。該湖位於北方的哈薩克（阿克托貝州和克孜勒奧爾達州）和南方的烏茲別克（其自治國卡拉卡爾帕克斯坦共和國）交界處的内流盆地，其流域包括烏茲別克全境、塔吉克、土庫曼、吉爾吉斯、哈薩克、阿富汗及伊朗的部分地區。
鹹海曾以68,000平方公里的面積名列世界第四大湖，但1960年代以後，由於蘇聯引水灌溉，進行更改河道工程，導致鹹海面積不断萎缩。到1997年，已降至原始大小的10％，分成四個湖泊：北鹹海、由曾經更大的南鹹海分成的東和西的兩個盆地湖，加上一個較小的中間湖泊。到2009年，東南方的小湖消失，西南方的湖在原南鹹海的西部邊緣，退縮成一條細線狀。在隨後幾年中，偶爾會有少量水流補充東南方的小湖。其乾涸情況於2010年代起越趨嚴重，2014年8月，美國國家航空暨太空總署在所拍攝的衛星圖像顯示鹹海東南部盆地發生現代史上首次的完全枯竭，產生的盆地被稱為阿拉爾庫姆沙漠。
鹹海乾涸事件被稱為「地球上最嚴重的環境災難之一」。這個地區曾經繁榮過的漁業遭到破壞，造成失業和經濟困頓。被轉移的錫爾河河水用於灌溉費爾干納盆地（Ferghana Valley）中約200萬公頃（500萬英畝）農田。鹹海地區受到嚴重污染，隨之而來的是嚴重的公共衛生問題。聯合國教育、科學與文化組織在其「世界記憶計劃」中增加有關鹹海這種歷經巨變的歷史文獻，作為研究這種“環境悲劇”的獨特資料來源。
哈薩克為保存和補充北鹹海而持續努力，於2005年完成科卡拉爾大壩。與2003年相比，這裡的水位到2008年已上升12公尺（39英尺）。海水鹽度下降，魚類回復到足夠數量，讓某種程度的捕撈可行。截至2008年，北鹹海的最大深度為42公尺（138英尺）。

## 歷史

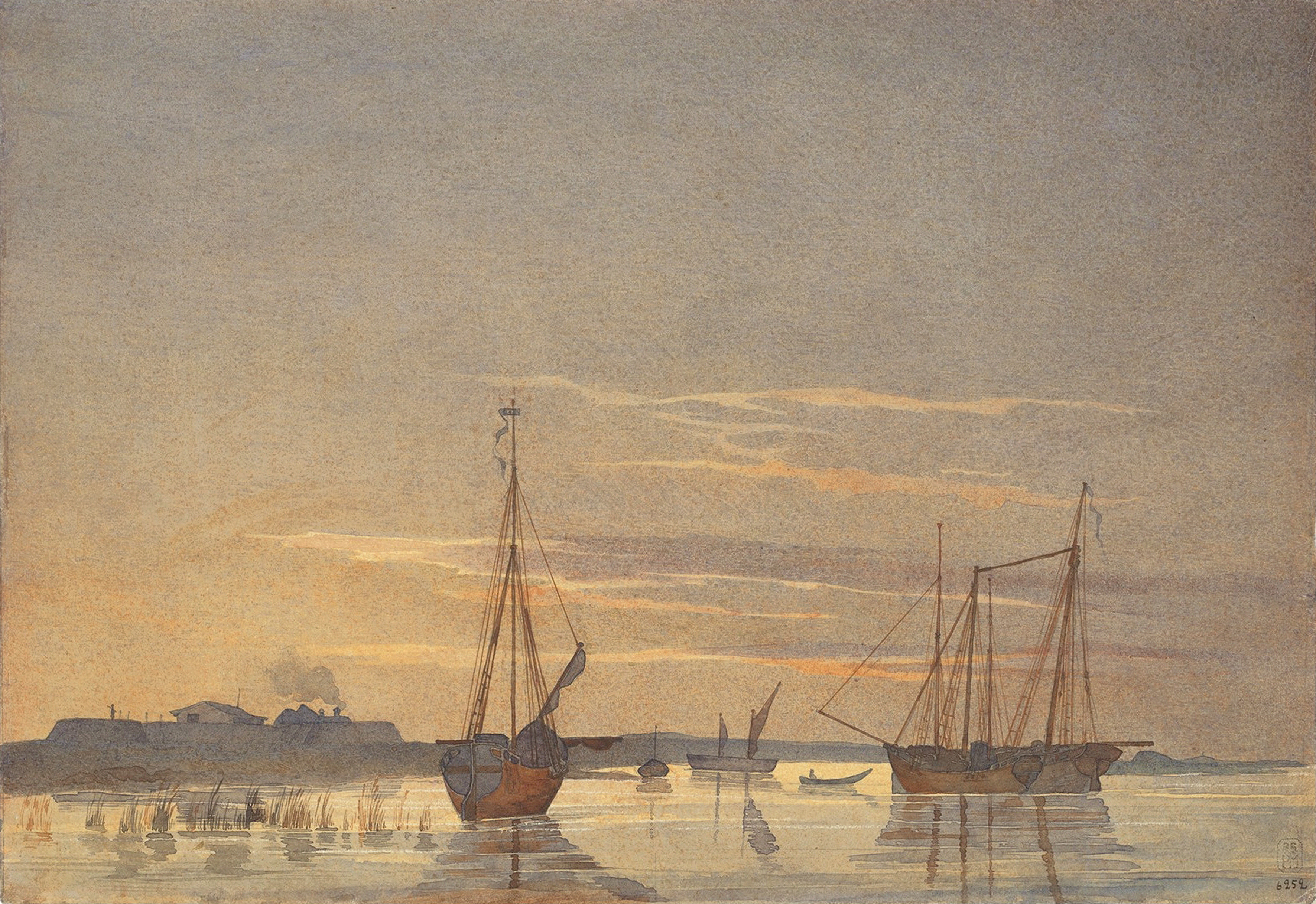
帝俄時期最早配置在鹹海的船舶，由畫家塔拉斯·赫里霍羅維奇·謝甫琴科在1848年所繪。

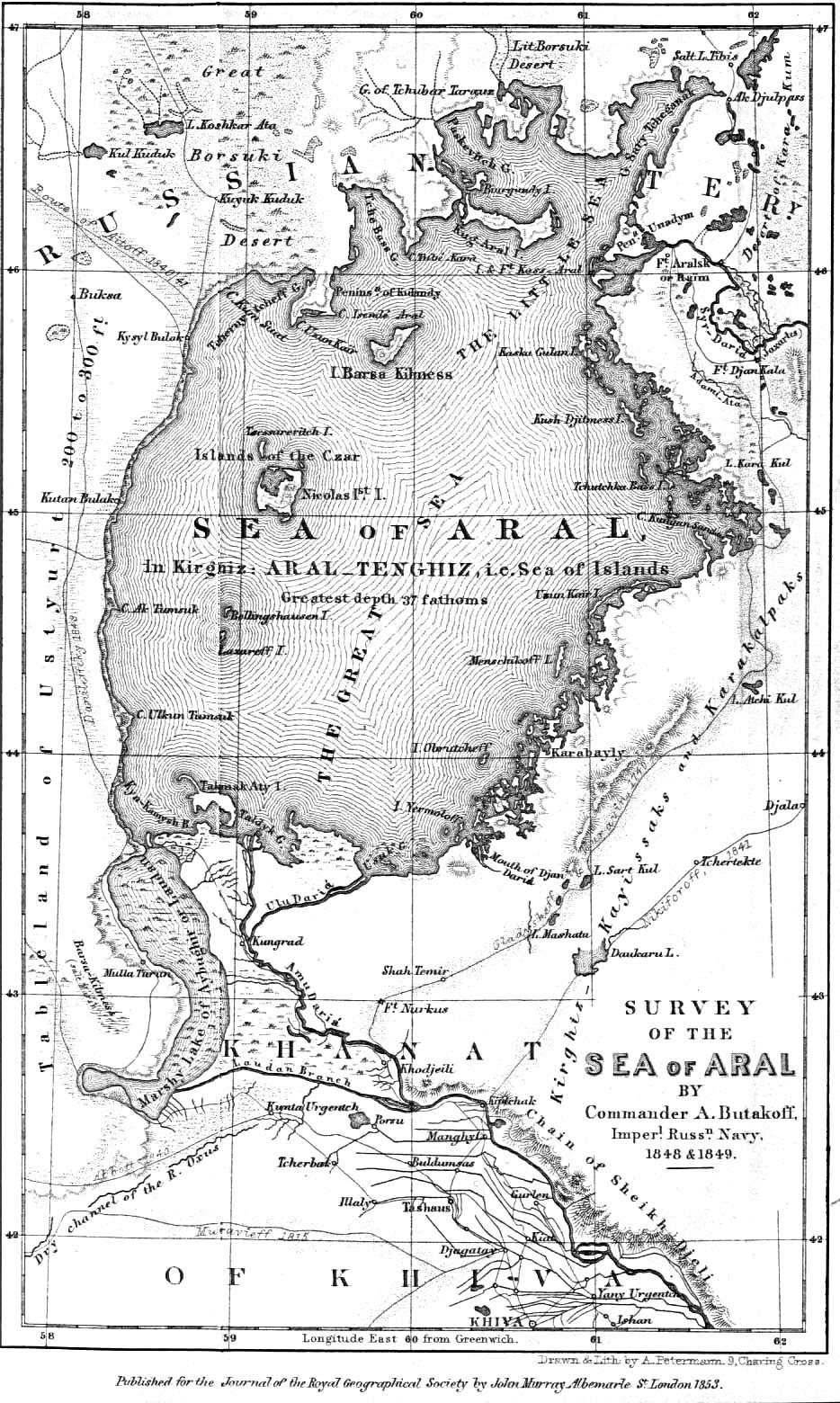
刊於1853年倫敦皇家地理學會期刊中的鹹海地圖。

阿姆河經由烏茲伯伊水道流入裏海，直到全新世，英籍地理學家尼克·米德爾頓認為，阿姆河從全新世開始才流入淺窪地而形成鹹海。
鹹海的水平面因為氣候變化而經歷多次的上升和下降。阿姆河和錫爾河的流入水量也受河流源頭冰川融化速度，以及流域內降水的影響，而寒冷乾燥的氣候也對前述的冰川融化和降水量產生限制。，從古持續至今的人工引水灌溉，也影響到鹹海的進水量。
鹹海曾經是中國唐朝時期最西端的邊界。

### 鹹海海軍歷史

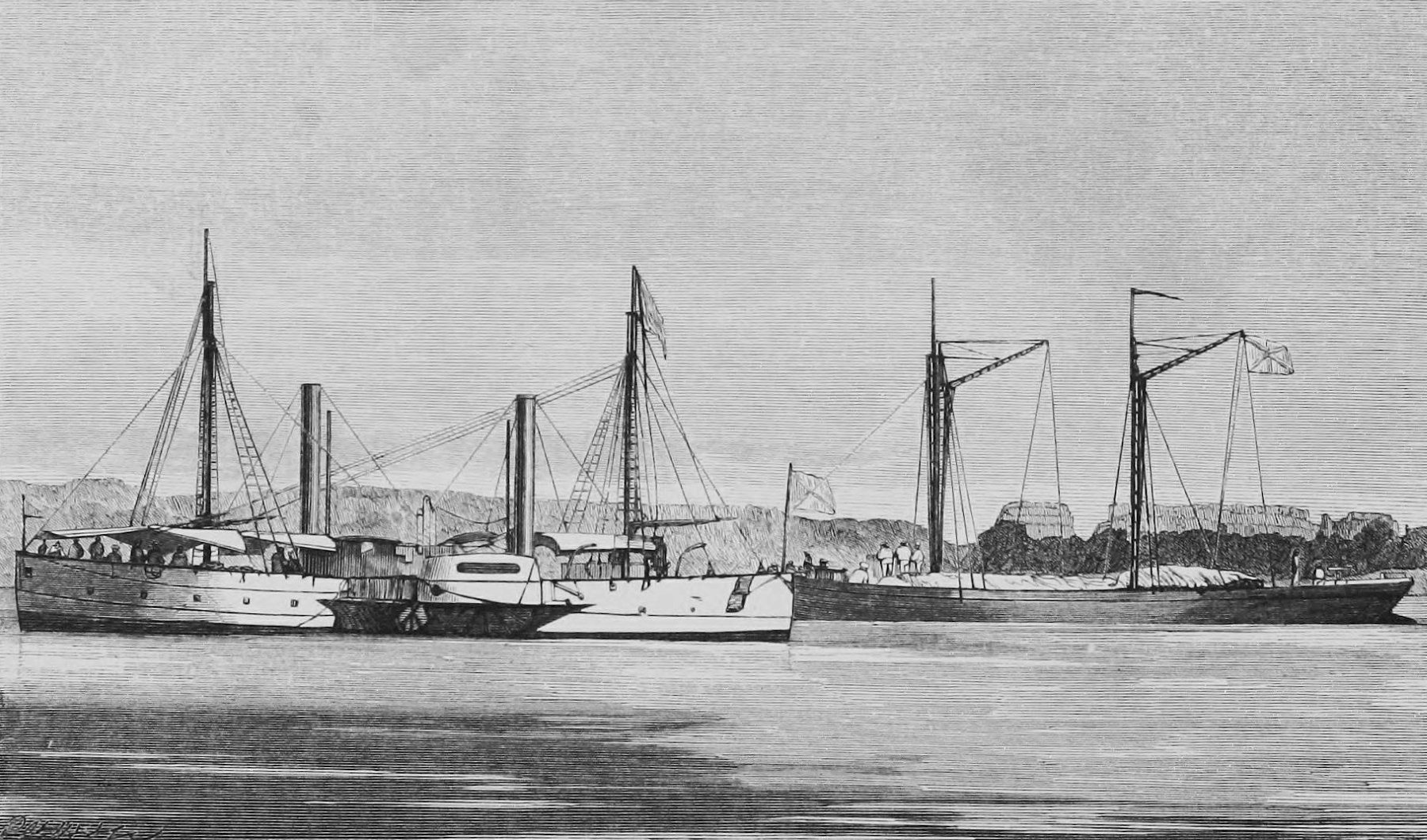
1850年代帝俄海軍，鹹海艦隊船舶。

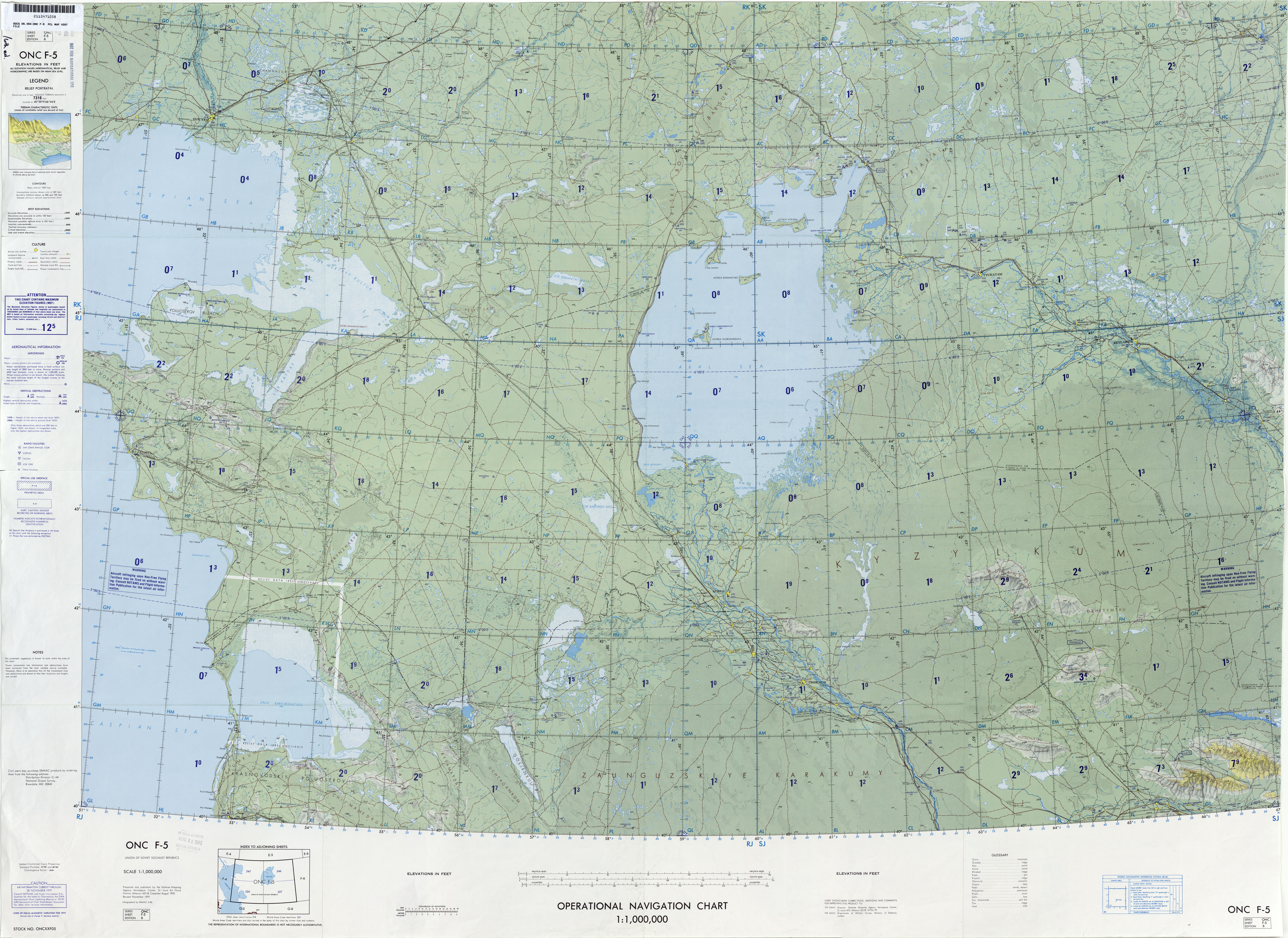
鹹海及周圍區域地圖 (美國國家地理空間情報局所屬國防製圖處（DMA）製作（1979年)）。

俄羅斯在鹹海部署海軍，始於1847年，在位於錫爾河河口附近的賴姆斯克（Raimsk）建立基地（基地隨後改名為阿拉爾）。不久，帝國海軍開始在鹹海上部署船舶。由於鹹海未與其他水域相連，因此必須在烏拉爾河上的奧倫堡將船隻拆解，透過陸路運至阿拉爾的錫爾河上重新組裝。1847年首先組裝的兩艘船是雙桅縱帆船，船名是Nikolai和Mikhail。前者是艘軍艦；後者是艘商船，為海上建立的漁業提供服務。1848年，這兩艘船對鹹海北部進行勘測。同年，海軍又組裝一艘更大的軍艦，名為Constantine。由阿列克謝·巴塔科夫中尉（Lt. Alexey Butakov，Алексей Бутаков）指揮，Constantine在接下來兩年完成對整個鹹海的勘測。受到帝俄流放到此的烏克蘭詩人和畫家塔拉斯·赫里霍羅維奇·謝甫琴科參與這次勘測，並為鹹海沿岸繪製一批素描。
在1851年的航行季節中，兩艘新建的汽船從瑞典運抵，仍由奧倫堡經由駱駝商隊運來後裝配。由於在地質調查中未發現當地有煤炭沉積，因此奧倫堡軍事總督瓦西里·佩羅夫斯基下令 “盡可能大量供應”梭梭（Haloxylon ammodendron，類似於灌叢（creosote bush）的沙漠灌木），集中到阿拉爾，供這兩艘汽船作燃料使用。由於梭梭木不是一種合適的燃料，在後來的幾年中，鹹海的帝俄艦隊花費昂貴的成本從頓巴斯購入煤炭作為汽船的燃料。

### 灌溉渠道

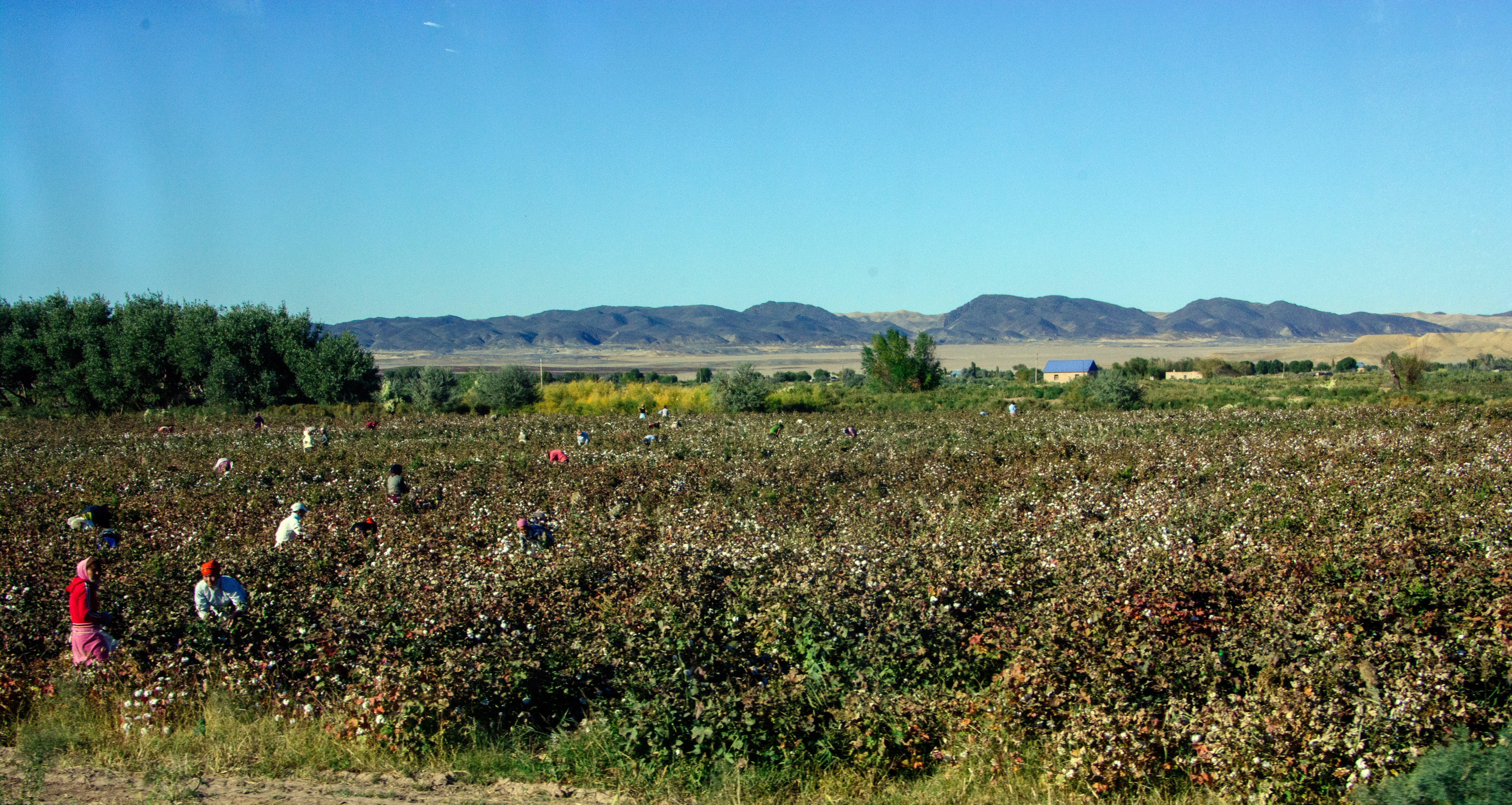
卡拉卡爾帕克斯坦共和國，離克孜勒-卡拉不遠處，當地人採收棉花。

The shrinking of the Aral Sea.

在1960年代初期，蘇聯政府決定將兩條注入鹹海的河流-南部的阿姆河和東部的錫爾河改道，用來灌溉沙漠，以種植水稻、甜瓜、穀物、和棉花。這是蘇聯計劃讓棉花（“白金”）成為主要出口商品規劃中之一。這項工作很快就獲得成功，1988年，烏茲別克成為世界最大棉花出口國。烏茲別克棉花生產對該國的國民經濟（參考烏茲別克經濟）仍然很重要。在2006年佔全國出口總值的17％。
當地從1930年代開始大規模建設灌溉渠道，到1960年代更把規模擴大。許多渠道的建設品質很差，導致河水滲漏或者蒸發。流經中亞規模最大的卡拉庫姆運河河水中，大約有30％至75％被浪費掉。迄2012年，烏茲別克的灌溉渠道之中，只有12％有做防水處理。在流域裡面長達47,750公里的農場間灌溉渠道中，只有28％的區域具有渠道防滲襯裡。只有77％的農場取水口裝有流量計。
到1960年，每年有20至60立方公里（4.8至14.4立方英里）的水流往陸地，而非鹹海，海面開始萎縮。從1961年到1970年，鹹海的水面平均每年下降20公分（7.9英寸）。在1970年代，平均速率幾乎達到三倍，每年50－60公分（20－24英寸），到1980年代，它繼續下降，平均每年下降80－90公分（31－35英寸）。灌溉用水率繼續增加，在1960年至2000年期間，從河流中抽取的水量增加一倍。在20世紀上半葉灌溉發生之前，鹹海海平面海拔穩定維持在53公尺。到2010年，大鹹海海平面海拔為27公尺，小鹹海的海拔為43公尺。
對蘇聯人來說，湖水的消失並不稀奇。他們很早就預期這情況該會發生。早在1964年，在蘇聯水電項目研究所任職的亞歷山大·阿薩林（Aleksandr Asarin）指出，這座鹹海注定要消失，並解釋說：“這是政府和政治局批准的五年計劃的一部分。縱然那與鹹海命運有關，下級也沒人敢說與之抵觸的話。”
對預測的反應各不相同。有些蘇聯專家顯然認為鹹海是個“自然界的錯誤”，一位蘇聯工程師在1968年說，“每個人都知道鹹海的蒸發不可避免。”另一方面，從1960年代開始，有個蘇聯北方河道改道計劃的大型項目被提出，意圖建造一條巨大的運河系統，把鄂畢河盆地的部分河道改道，流向中亞，重要目標之一就是用來補充鹹海的水量。然而由於驚人的成本和聯邦中最大成員俄羅斯共和國方面的負面輿論，當局在1986年把這個項目放棄。
從1960年到1998年，鹹海表面積減少約60％，水量減少80％。1960年，鹹海曾是世界第四大湖泊，面積約68,000平方公里（26,000平方英里），容積為1,100立方公里（260立方英里）；到1998年，面積已降為28,687平方公里（11,076平方英里），成為世界排名第八。鹹海的鹽度上升：到1990年約為376公克/公升。（而普通海水的鹽度通常約為35公克/公升，死海的鹽度在300至350公克/公升之間變動。）
1987年，鹹海因為水面萎縮而分為兩個獨立的水域，北鹹海（小海，或稱小鹹海）和南鹹海（大海，或稱大鹹海）。1991年6月，烏茲別克脫離蘇聯而獨立。2002年英國駐烏國大使克雷格·穆雷將1990年代鹹海的萎縮歸因於該國總統伊斯蘭·卡里莫夫的棉花政策。烏國政府維持巨大的灌溉系統，穆雷形容其非常浪費，未進行農作物輪作，並施用大量的農藥和肥料。田野的徑流將這些化學物質冲入不斷縮小的鹹海，產生嚴重的污染和健康問題。隨著對棉花的需求增加，政府必須在單一耕作和地力已變得貧瘠的土地上施用更多的農藥和化肥。
南鹹海在2003年進一步分為東部和西部兩個水體。在海水最深處，底部的海水比上層的更鹹，並且上下層並未混合。因此，夏季只有海面被加熱，並且蒸發速度比預期的快。建造混凝土大壩（科卡拉爾大壩）把原有鹹海南北兩半分隔的計劃被提出，用來挽救北鹹海。
2004年，鹹海的表面積僅餘17,160平方公里（6,630平方英里），是原始面積的25％，水中鹽度增加近五倍，大部分其中的動物和植物因之死亡。科卡拉爾大壩在2005年完工，北鹹海的海面下降已在2006年部分開始逆轉。

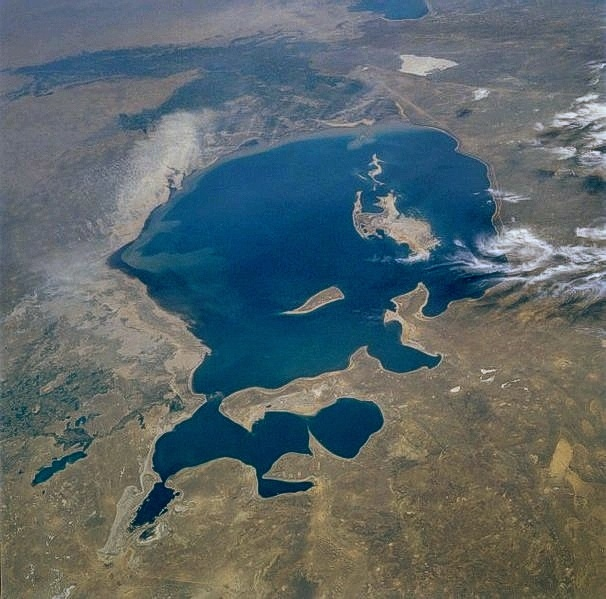
鹹海太空照圖，北方在相片下方（1985年8月）
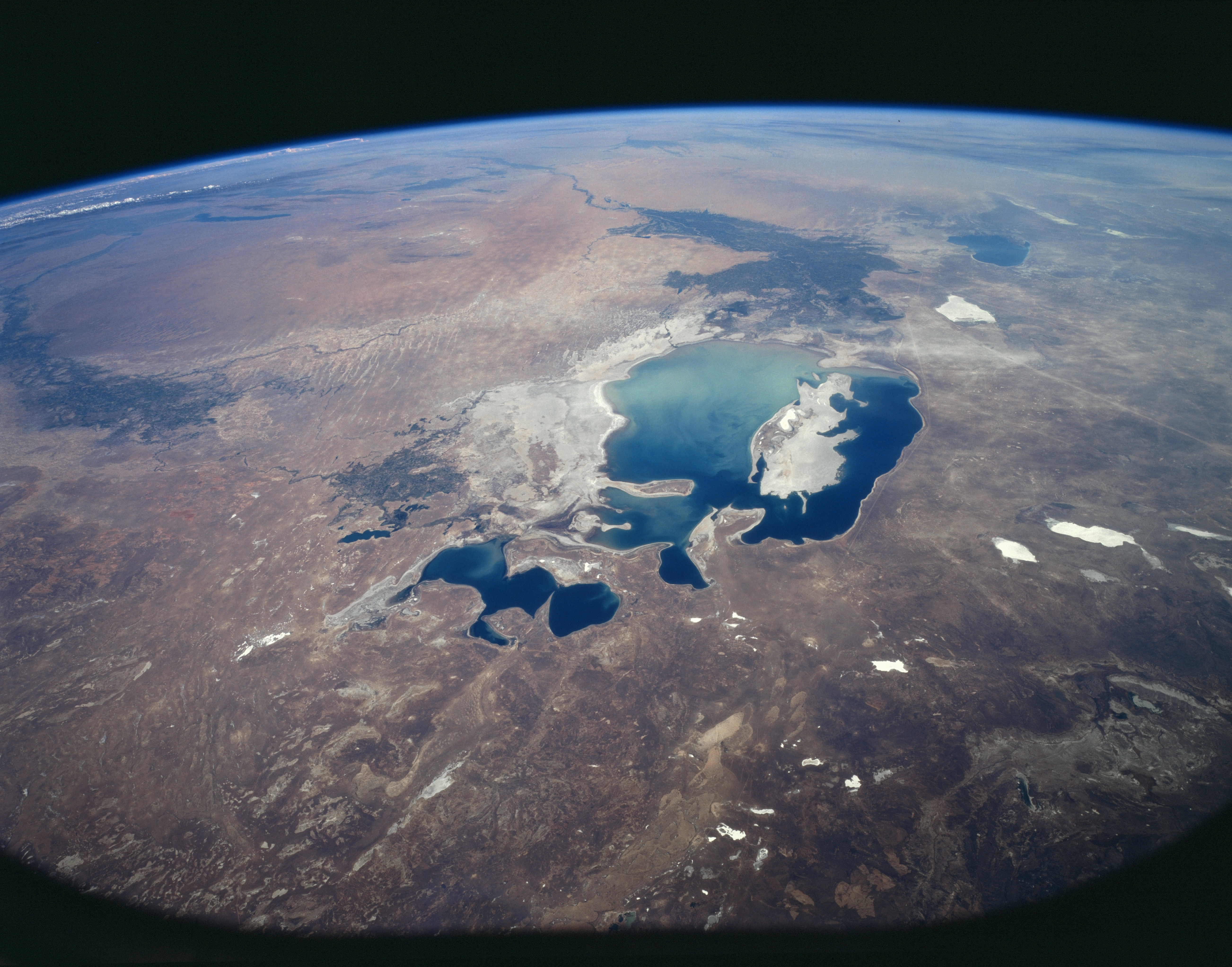
鹹海太空照圖，北方在相片下方（1997年8月）
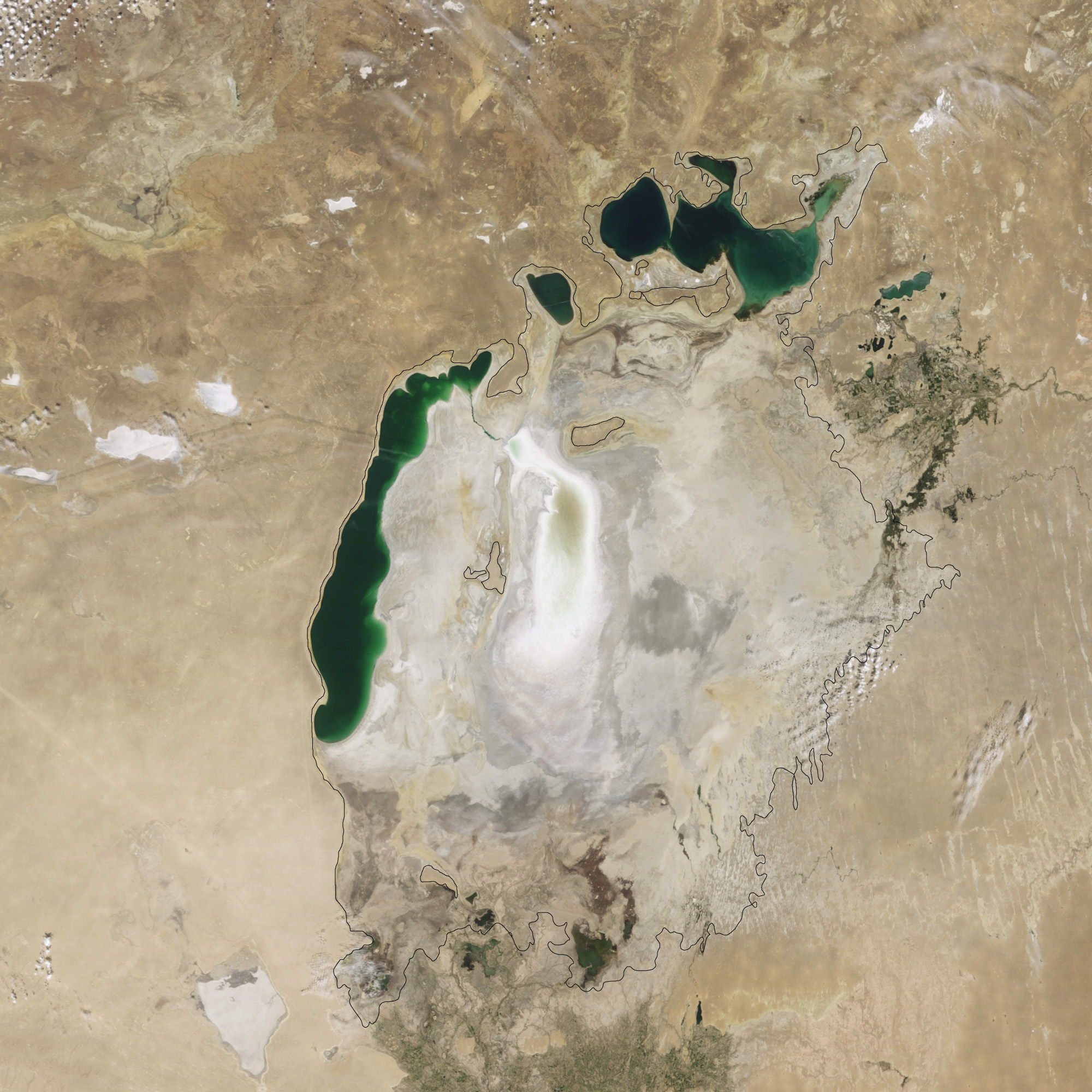
鹹海太空照圖（2009年8月）
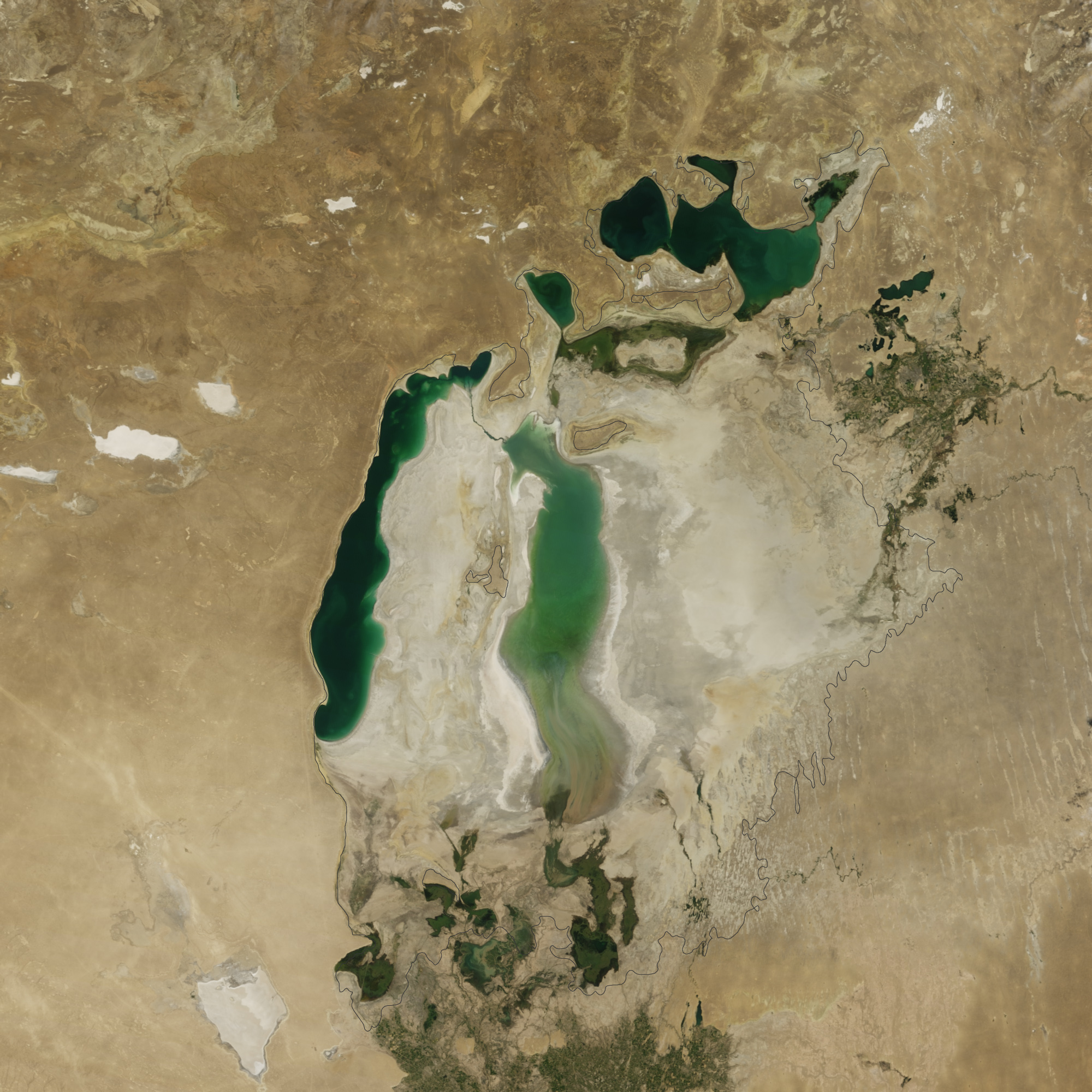
鹹海太空照圖，東部盆地為大量融雪淹沒（2010年8月）
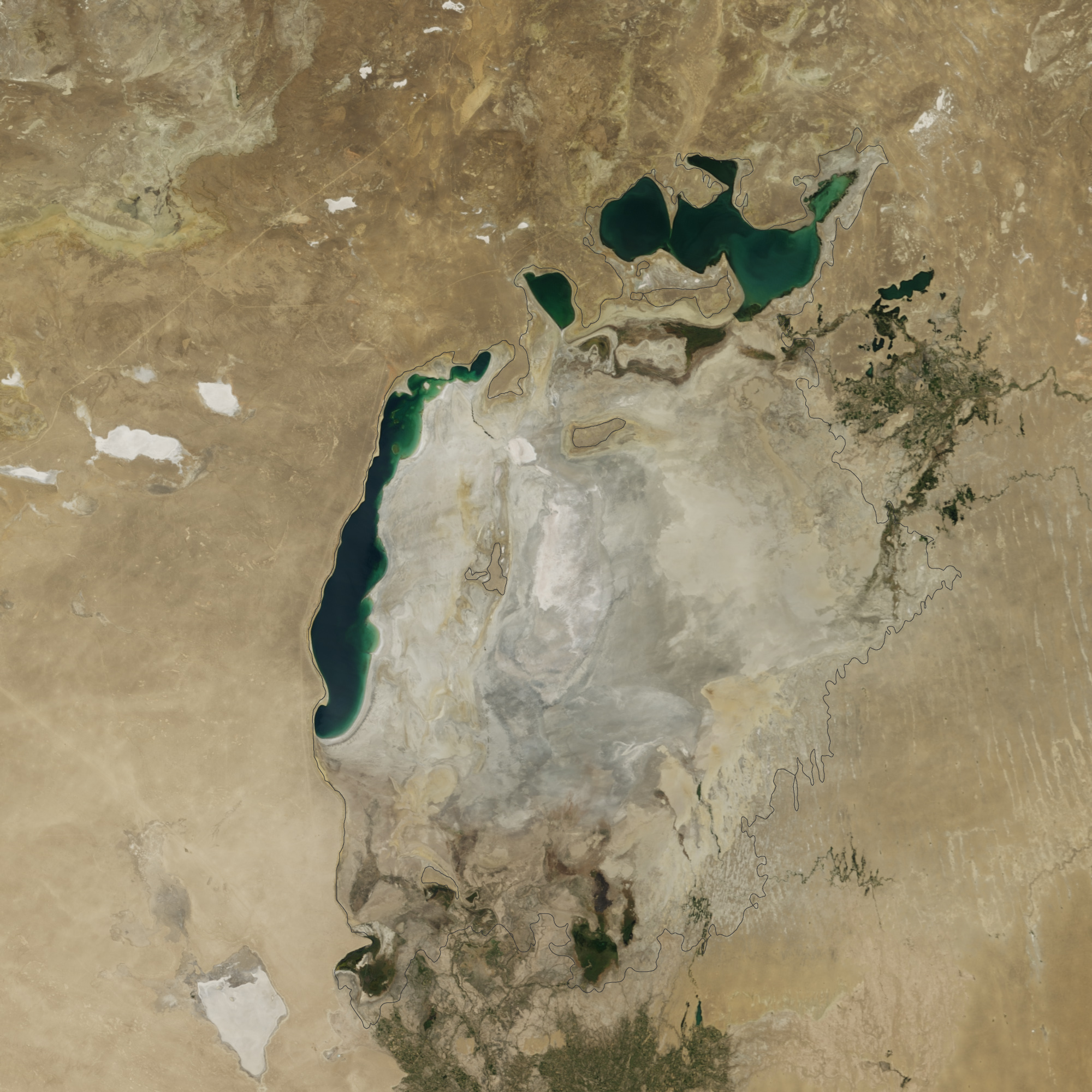
鹹海太空照圖，東部盆地水分已完全消失（2014年8月）
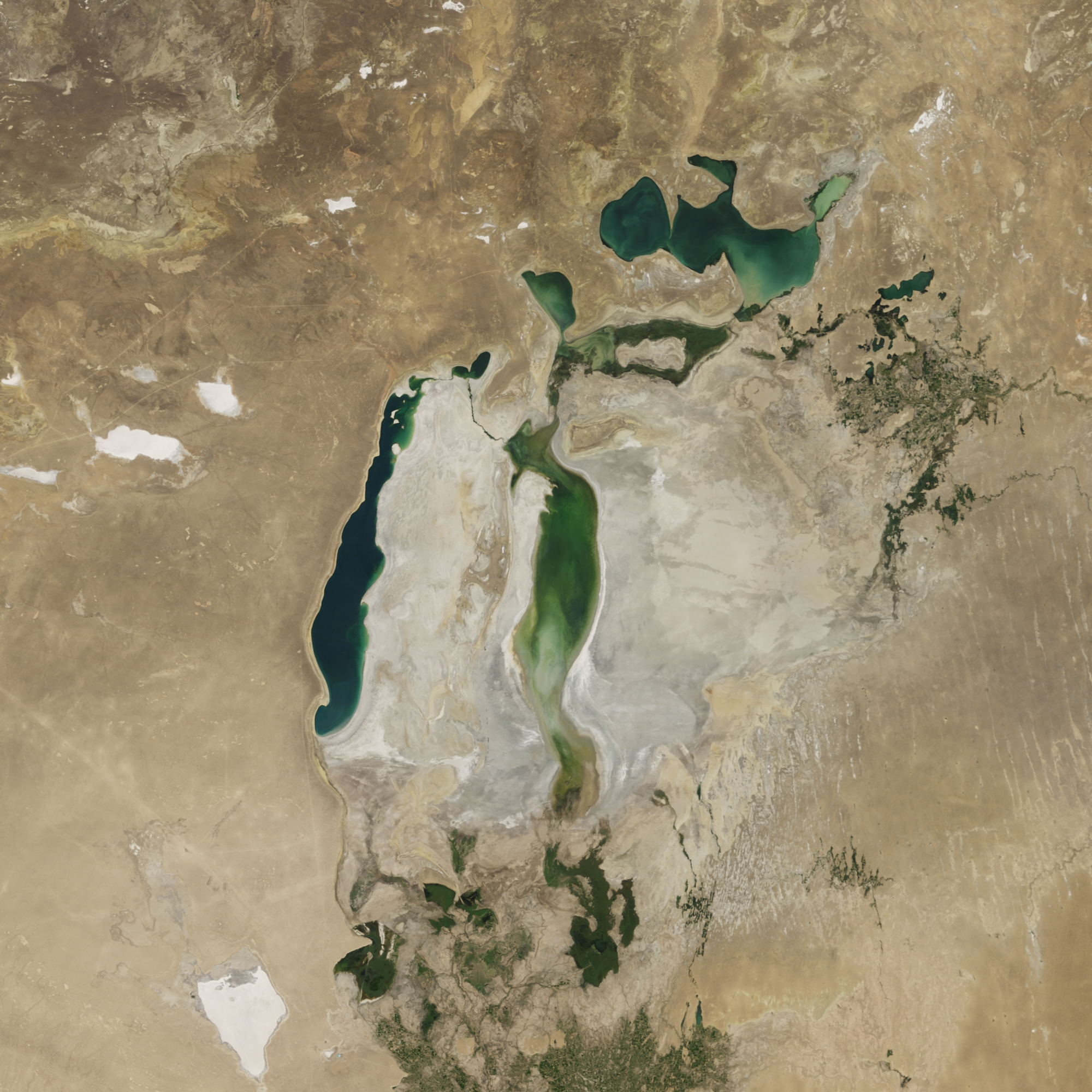
鹹海太空照圖（2017年8月）
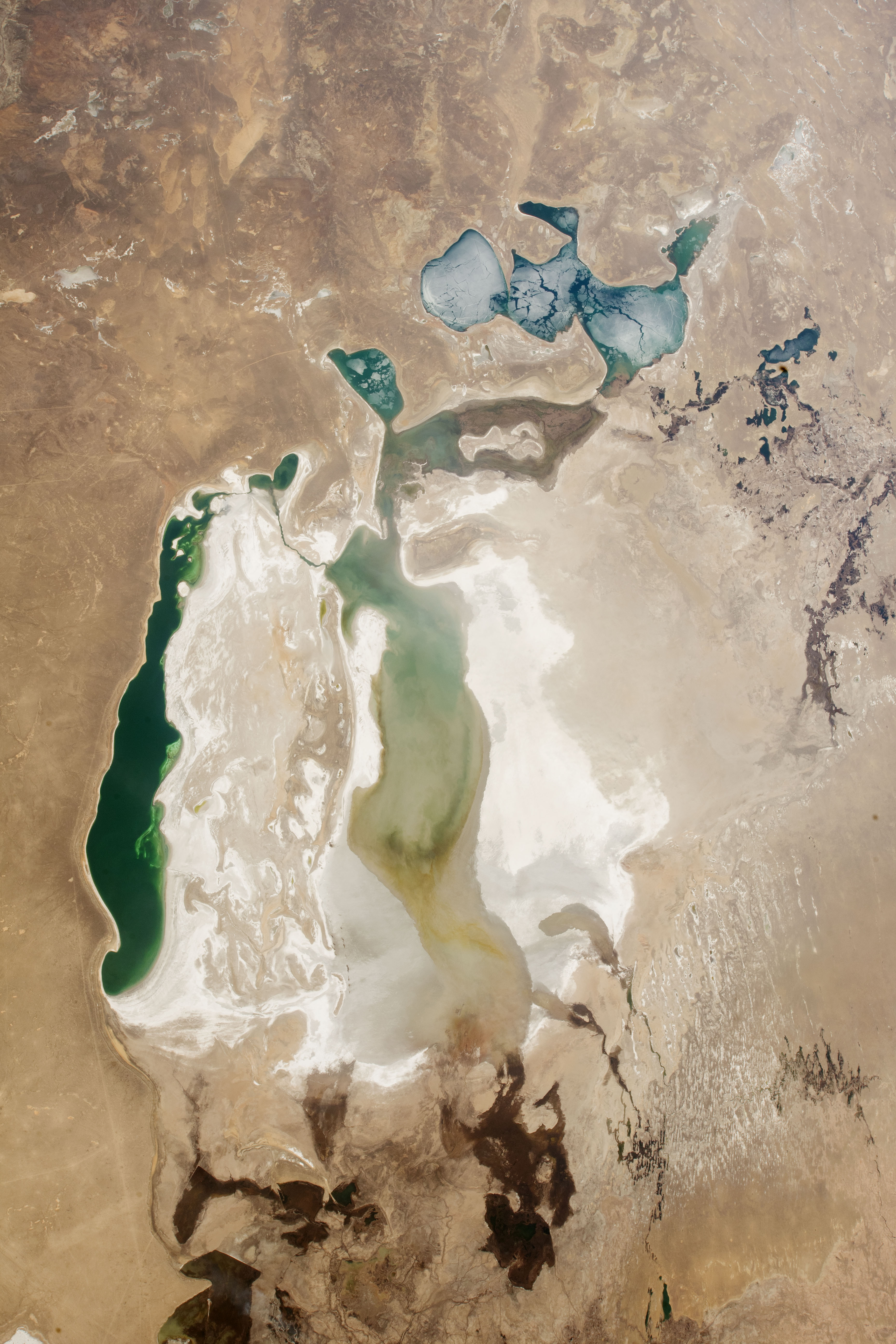
鹹海太空照圖（2018年4月）

## 生態

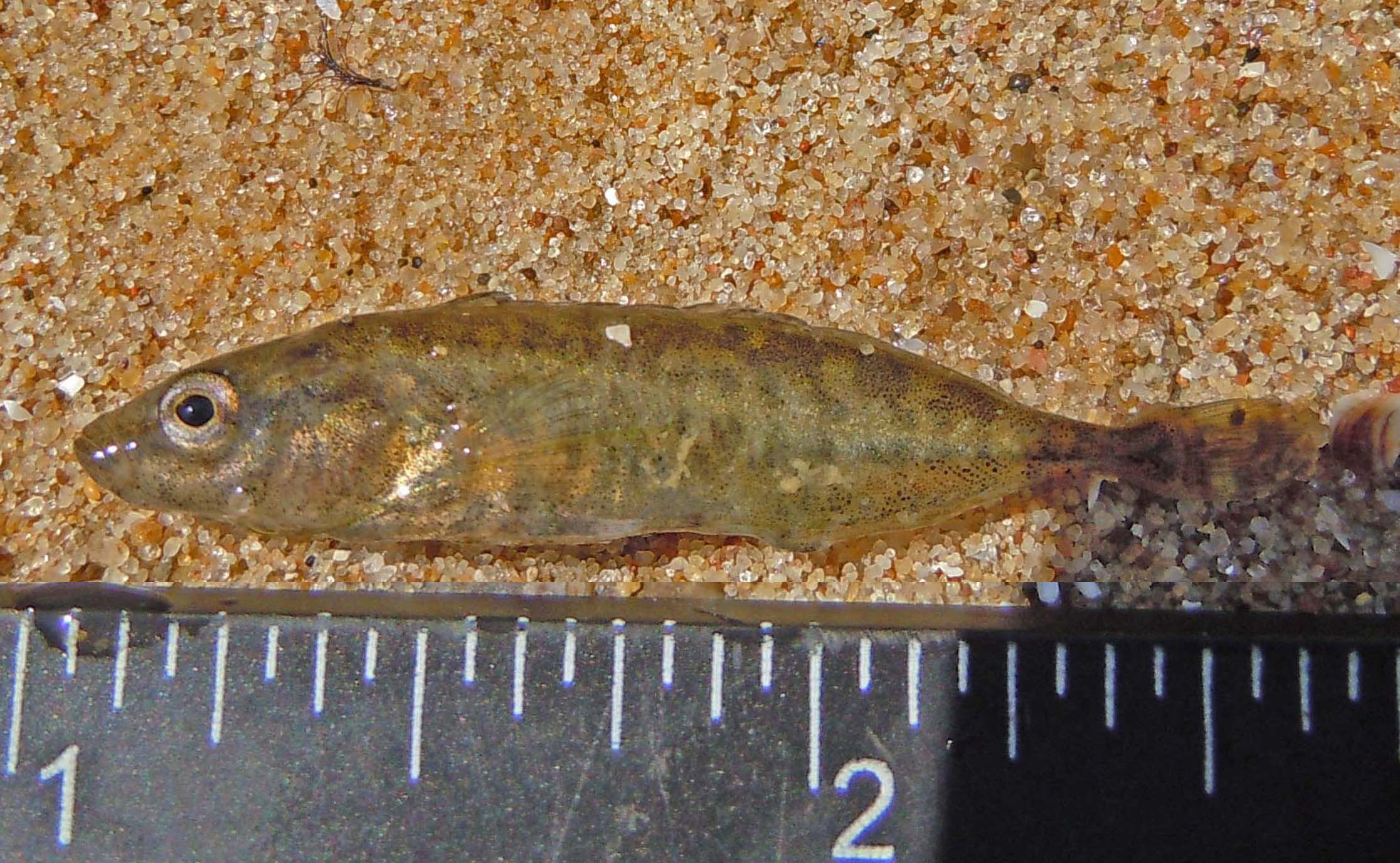
烏克蘭棘魚(Pungitius platygaster)是鹹海唯一本地種，經過鹹海萎縮以及鹽度大增後仍能存活者。

### 本地魚類
雖然鹹海以前面積甚大，但其本地生物多樣性並不高。然而鹹海盆地有一系列魚類亞種的特有種（包括三種鱘科特有種）。一些魚類如鱘科因為鹽度增加，或是湖面萎縮而導致滅絕。但相當多本地魚類因為北鹹海的水位自1990年代開始部分恢復而開始復育。

### 無脊椎動物

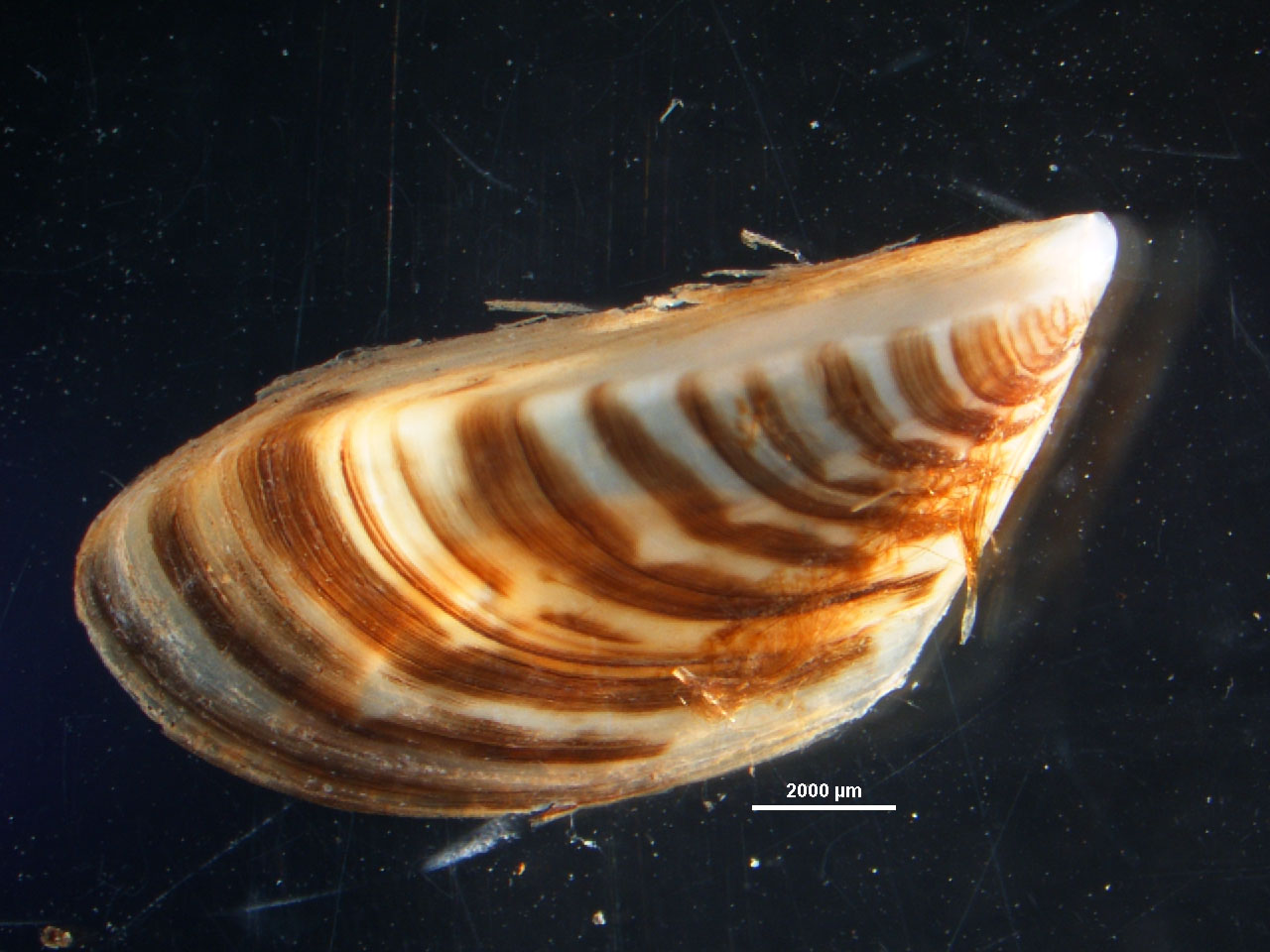
斑馬貽貝曾是鹹海大量的底棲生物，現也重回北鹹海

鹹海在萎縮之前有大約250種本地水生無脊椎動物，其中大部分（約80%）是淡水物種；其餘的是與裏海、地中海、大西洋動物群有關聯的海洋無脊椎動物。當鹹海鹽度增加後，大部分淡水物種消失，殘餘的海洋無脊椎動物的存活將由日後海水鹽度的變化而定。

## 乾涸危機
鹹海的萎縮被認為是生態系統崩潰的例子。鹹海和河流入海三角洲的生態系統幾乎被破壞殆盡，這不僅是因為鹽度高的緣故。不斷退縮的海域留下巨大的平原，上面覆蓋著鹽，以及在沃茲羅日傑尼耶島上做生化武器測試和工農業產生有毒的化學物質。由於水源減少，以及隨之而來的水以及土壤品質的惡化，自1960年代開始，越來越多棉花田地使用殺蟲劑來維持棉花生產，更進一步增加水中毒素（譬如DDT）。此外，來自工業有毒的多氯聯苯化合物和重金屬也讓水和土壤受到污染。
由於鹹海水量減少，這些污染物在水和土壤中的濃度都急劇增加。這些物質形成隨風散佈的毒塵，遍布整個區域。生活在鹹海附近的人透過飲用水和吸入粉塵，而與污染物接觸。此外，由於飲用水受到污染，毒素已經進入食物鏈。結果是鹹海周圍土地遭受嚴重污染，當地居民遭受缺乏淡水，和健康問題的困擾，其中包括某些癌症和肺部疾病的高發病率。當地常見的疾病有呼吸系統疾病(包括結核病，大部分是耐藥性，和癌症)、消化系統疾病、貧血、和傳染病。肝，腎和眼睛問題也可歸咎於有毒的沙塵暴。這些都導致人口中脆弱年齡群體的高死亡率：每千名新生兒中有75人死亡，每千名孕產婦中有12人死亡。
含鹽沙塵暴的鹽分沉積也導致水危機。這個地區的農作物因土地有鹽分沉積而遭到破壞，農民每天至少用水沖洗田間四次，企圖把土壤中的鹽分和毒素沖走。但此舉也會沖刷掉礦物質讓土壤更加貧瘠，除非使用大量化肥，否則除了草料外幾乎沒有其他農作物可以生長，哈薩克農民因此被迫只能生產草料。農藥化肥在農作物上過度使用以保持單位產量，讓情況惡化，有如雪上加霜，使用程度遠超過健康允許的極限。
此外還有氣候影響。如鹹海這樣的大片水域可以憑藉濕度、調節熱能及反射率來緩和當地的氣候。鹹海中的水分流失把地表溫度和風向改變。導致夏天更熱，冬天更冷（估計冷熱兩方向的溫差在攝氏2度到6度之間），同時也導致當地，還有區域沙塵暴出現。

### 魚產與舊有產業
鹹海捕撈業遭到破壞，這個行業在鼎盛時期曾僱用約40,000人，據說生產曾達到蘇聯整個漁獲量的六分之一。在1980年代，商業捕撈變得無法持續，到1987年，商業捕撈已不復存在。由於海平面下降，鹽度變得過高，以至於20種本地魚類無法存活。比目魚是唯一能夠在高鹽度條件下生存的魚。由於海平面下降，沿著前海岸的原有漁鎮已成為船舶墳場。
阿拉爾最初是主要的漁港，如今距海水遠達幾公里，自湖面縮小危機爆發以來，人口急劇減少。烏茲別克的木伊那克鎮曾擁有蓬勃的港口和漁業產業，有約30,000從業人員；現在城鎮距海岸數公里。漁船散落在曾被海水淹沒的土地之上，許多已放置了20年。
南鹹海仍然太鹹，除耐鹽生物以外，其餘皆無法存活。自從1990年代後期，原較為耐鹽的比目魚也因鹽度過高而死亡，此地已無魚類存在。
在阿姆河和錫爾河兩條河的三角洲，誘捕麝鼠的產業也被摧毀，過去曾有每年產出多達500,000條毛皮的記錄。

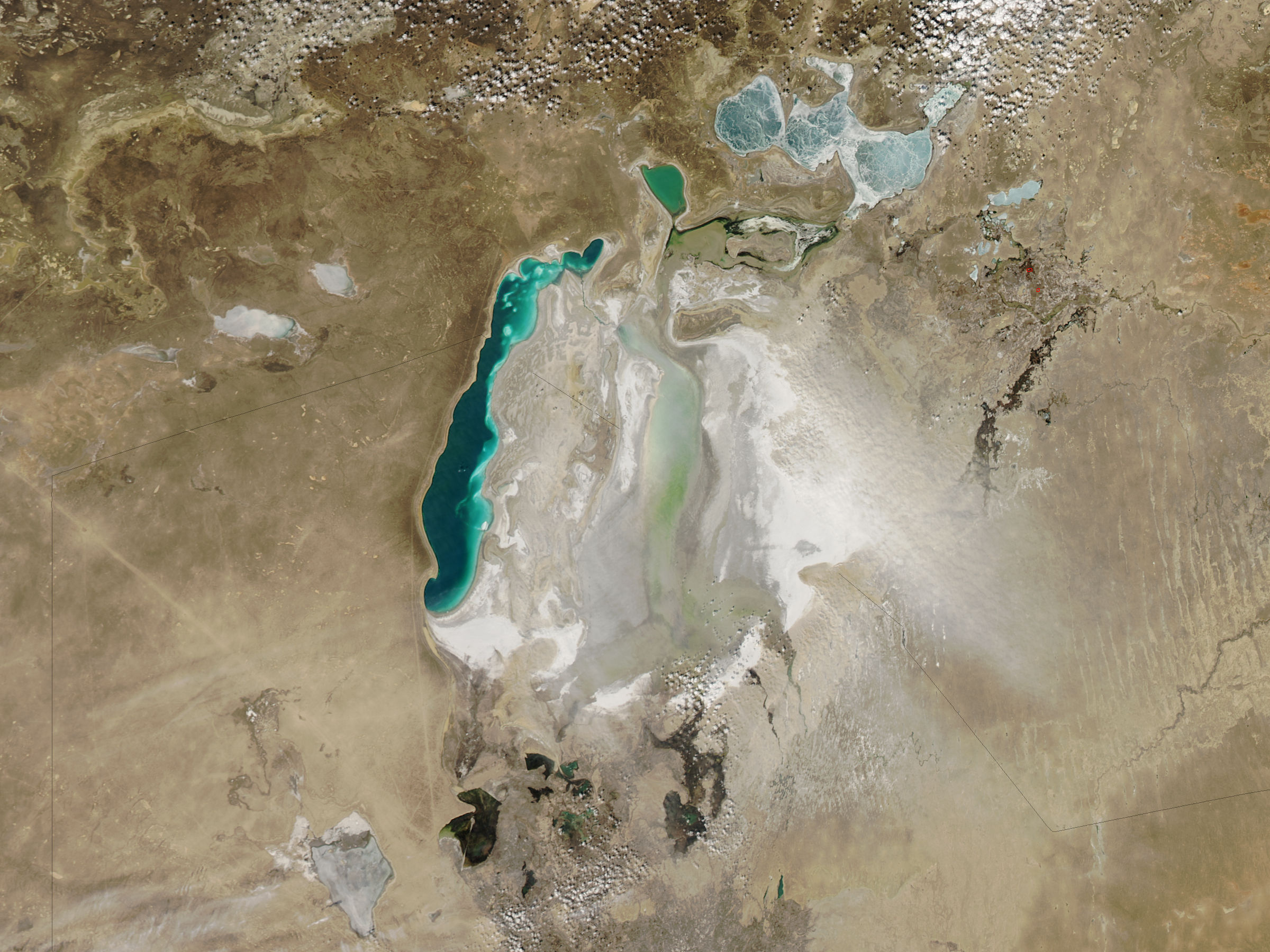
鹹海的沙塵暴（2010年3月）
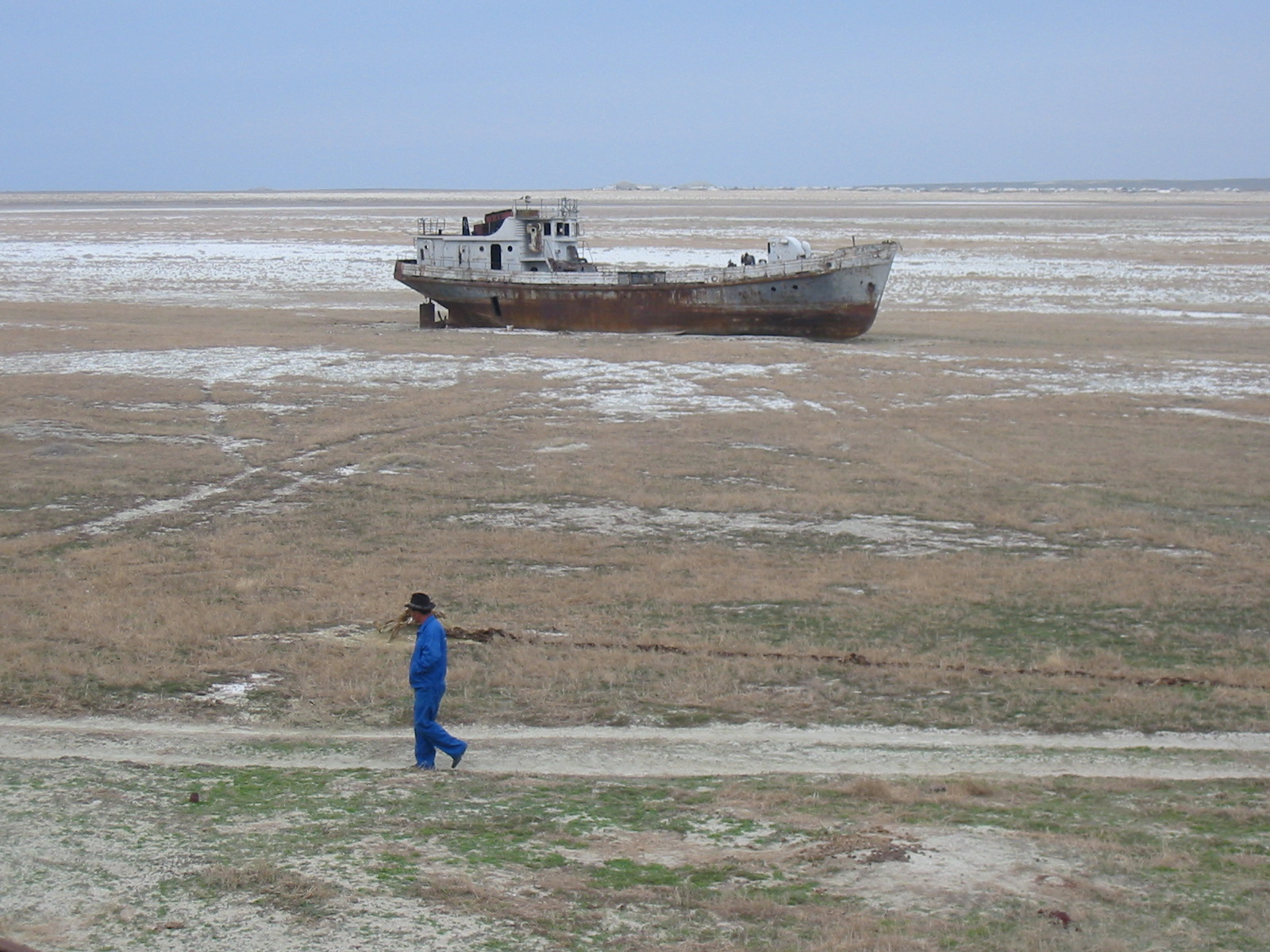
哈薩克，鹹海邊被拋棄的船舶
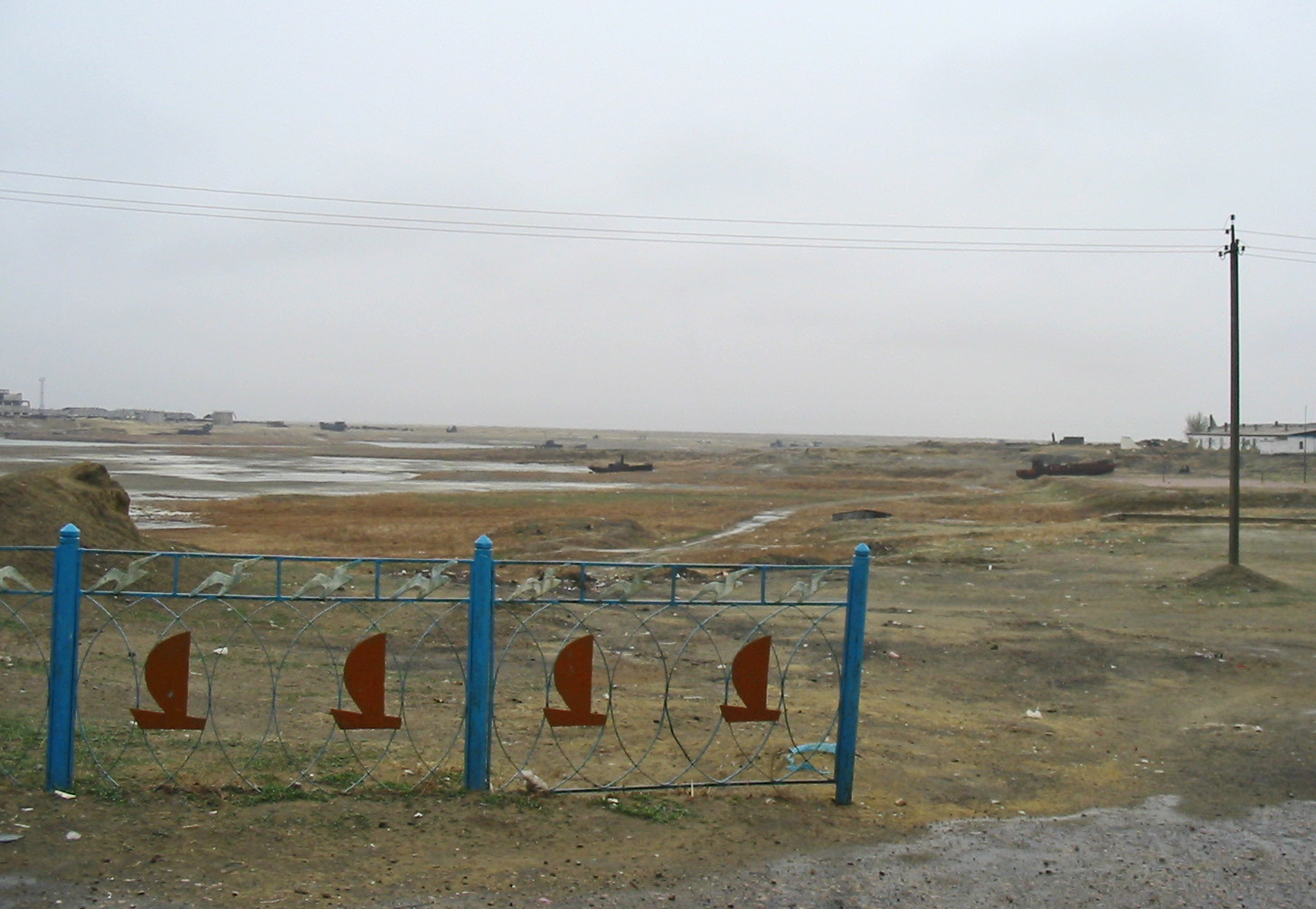
昔日阿拉爾港口
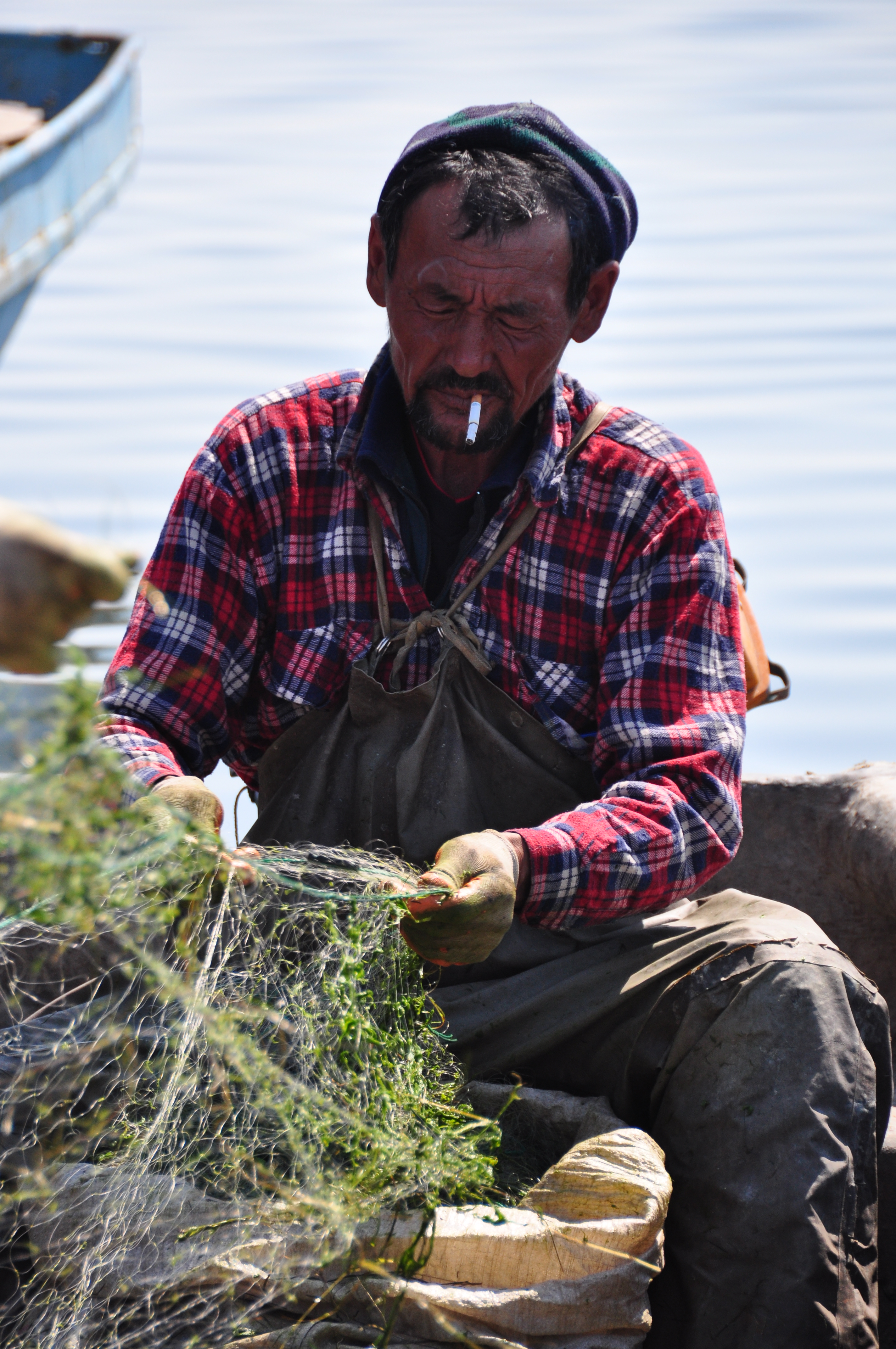
哈薩克漁民處理當日捕撈所得。

### 脆弱人口群體
婦女和兒童在這環境惡化危機中，因為飲用高度污染和鹽化的水，加上乾涸的海床，成為最脆弱的群體。在當地母親的血液和母乳中發現有農藥毒素，特別是有機氯化合物、多氯聯苯、DDT和TCDD（戴奧辛毒素）。這些毒素可以，並且經常透過母親傳給孩子，導致生產低體重兒和異常兒。這個地區嬰兒出生異常的比率是歐洲國家的五倍。鹹海地區兒童出生時有26%體重偏低，這與世界衛生組織收集的國際參考人群相比，有兩個標準差的差異。
上述的婦女和兒童也有其他的健康問題，當地兒童腎小管功能障礙的罹患率極高，已成為主要的健康問題。腎小管功能障礙也可能與生長和發育遲緩有關聯。
高比率的低出生體重兒和異常兒，對兒童造成嚴重的負面健康影響，而鹹海地區也缺乏衛生基礎設施以及資源，來應對已發生的問題。
貧困者還特別容易受到鹹海變化對環境和健康造成的影響。這些人口最有可能居住在流域下游，和以前的沿海社區。他們也是這個地區至少440萬人中首先受害的一群。在這些健康情況最差的地區，當海水減少和許多水生物種的喪失，使他們的漁業生計消失，他們的困境加劇。這些處於貧困之中的人們，陷入惡性循環。

## 解決方案

### 可能方案
多年來，針對這些問題有許多解決方案被提出，可行性和執行成本各不相同，包括：
- 改善灌溉渠道品質
- 使用用水較少的替代棉花品種[53]
- 促進河流上游國家非農業經濟發展[54]
- 施用較少棉花作物藥品
- 種植棉花以外的農作物
- 重新導引窩瓦河、鄂畢河、和額爾齊斯河的河水，在20-30年內將鹹海恢復到以前的規模（需要經費300－500億美元）[55]
- 通過管道從裏海引導海水，泵入鹹海，並使用當地集水區淡水把鹹海海水稀釋[56]

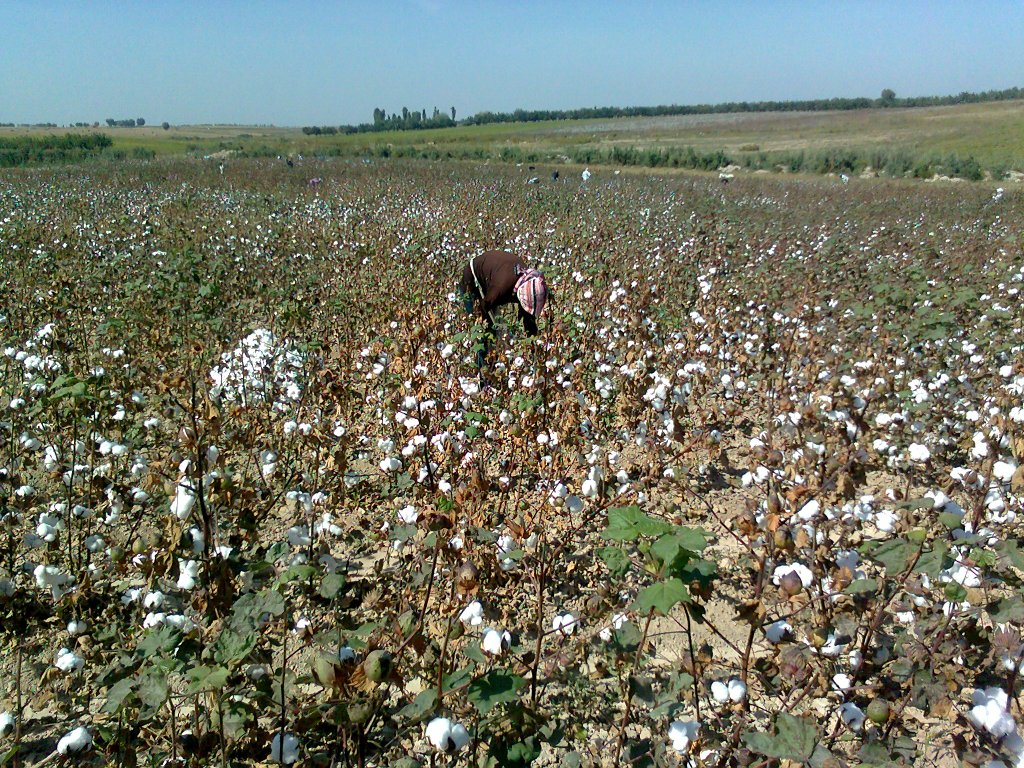
在烏茲別克的棉花種植活動，棉花灌溉用水需求量名列前茅。

哈薩克、烏茲別克、土庫曼、塔吉克以及吉爾吉斯5國在1994年1月簽署一項協議，承諾提供他們國家預算中的1%來幫助鹹海復原。
2000年3月，聯合國教育、科學及文化組織在海牙舉行的第二屆世界水資源論壇上提出“迄2025年對鹹海流域與水資源有關的願景”。批評者指這份文件制定的目標不切實際，並且對之前的鹹海沿岸周圍地區的利益未給予足夠的重視，等於是暗中把鹹海及住在烏茲別克湖區的人們棄之不顧。到2006年，世界銀行提出恢復鹹海的項目，根據新聞報導，對於住在北鹹海區域的人曾燃起短暫希望。

### 恢復策略

#### 技術
透過聯合國開發計劃署負擔部分經費，在哈薩克使用雷射平整儀整平耕地，便利灌溉，以及改種耗水較少作物方面已顯示出成效。

### 鹹海流域計劃
哈薩克、烏茲別克、塔吉克、吉爾吉斯、和土庫曼5國為解決問題，於1994年通過「鹹海流域計劃」（簡稱為ASBP-1）。這個計劃具有
第一階段實際上從1992年開始，世界銀行首度在那年參與，並一直運行到1997年。後有第二階段，第三階段。在2002年又制定ASBP-2，從2003年開始執行，在2009年制定ASBP-3，繼續施行。

### 北鹹海修復工作

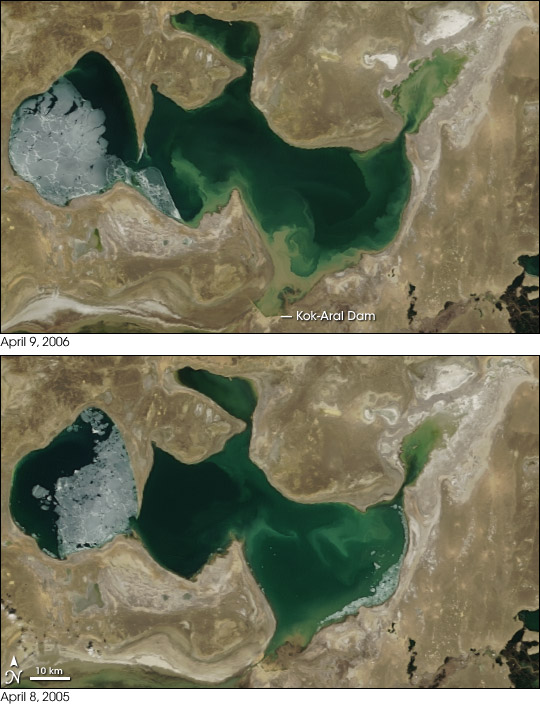
哈薩克建築的大壩完工前（下圖）和完工後（上圖）的鹹海狀況比較（大壩於2005年竣工）。

北鹹海在2000年和2011年，兩年間比較。

目前所做的是恢復部分北鹹海的工作。錫爾河灌溉工程已獲得修復和改善，水流量增加。哈薩克政府於2003年10月宣布興建分隔鹹海南北兩邊的鋼筋混凝土科卡拉爾大壩，於2005年8月完成，從那時起，北鹹海水位上升，鹽度下降。截至2006年，海平面恢復所需時間比預期的來得早。“大壩使小鹹海（即北鹹海）的海深從不超過30公尺（98英尺）的低點迅速上升到38公尺（125英尺），他們認為上升到42公尺（138英尺）的深度可達成。”
具有經濟價值的魚群已經返回，那些因當地環境災難而將北鹹海視為無藥可救的觀察員，對於這種意想不到的報告感到驚訝，報告稱，在2006年因海水重新累積，已開始振興部分漁業，捕撈漁獲物甚至可以外銷，遠到烏克蘭。捕撈業的改善主要是由於海水的平均鹽度從每公升30公克降低到8公克。鹽度下降後促使接近24種淡水物種返回。據報導，北鹹海的修復工作還引起當地長期所缺乏的雨雲，和微氣候變化的可能，給受到區域性沙塵之害的農業帶來一絲希望，還有原已縮小的海域有擴充的可能。
“鹹海已從哈薩克原有的港口城市阿拉爾往南退缩近100公里（62英里），現在退縮距離降到僅25公里（16英里）。”哈薩克外交部指出：“北鹹海的面積從2003年的2,550平方公里（980平方英里）增加到2008年的3,300平方公里（1,300平方英里）。海的深度從2003年的30公尺（98英尺），而在2008年已達到42公尺（138英尺）。“根據世界銀行向哈薩克提供的貸款，將建設第二座大壩，該工程最初定於2009年開工，但推遲至2011年，以進一步把縮小的北鹹海擴大。最終會把海岸線離開阿拉爾的距離，縮短到僅6公里（3.7英里）。之後將計劃修建一條橫跨最後6公里的運河，將目前已經萎縮的阿拉爾港與鹹海重新連接。
根據2020年的新聞報導，第二階段實際上是延遲到2019年才又重新開工。

### 南鹹海前景
南鹹海（其中一半位於烏茲別克）則遭到遺棄，任其自生自滅。烏茲別克鹹海的大部分地區完全乾涸，成為為平地。僅週期性有來自北鹹海的多餘海水，通過堤壩的水閘流向南鹹海。目前曾進行討論，把北鹹海和乾燥的南部之間建立一條新的通道，以及尚不明確的讓整個地區濕地恢復計劃，但政府的政治意願並不高。烏茲別克與已恢復境內部分的鹹海的哈薩克做法不同，並無放棄利用阿姆河河水灌溉棉花田的跡象，並有在乾涸的南鹹海海床進行石油勘探的計劃。
在減緩沙漠化影響的多種嘗試中，包括了在新暴露的海床種植植被，然而東部盆地的間歇性洪水對任何的發展都可能造成問題。把灌溉所餘的少量河水由阿姆河轉移到南鹹海的西部盆地，或許可拯救那裡的漁業，同時又可把東部盆地的洪水水患減輕。
此次造林計畫著重使用那些適應荒漠環境的植物，像是鹽木、麻黃屬植物、豬毛菜屬及檉柳屬。這個計劃的最終目標是在烏茲別克境內的部分種植20萬公頃（49萬英畝）以上的森林。這片森林旨在減緩荒漠化並降低沙塵暴對周遭社群的影響。

## 執行機構
哈薩克斯坦、吉爾吉斯、塔吉克、土庫曼、和烏茲別克5國於1992年2月18日成立中亞國際水資源協調委員會（Interstate Commission for Water Coordination of Central Asia，ICWC），以期聯合解決鹹海地區的環境，以及社會經濟問題。ICWC責成錫爾河和阿姆河的流域水資源組織（Basin Water Organization）協助管理水資源。
ICWC於1993年3月23日成立國際拯救鹹海基金（International Fund for Saving the Aral Sea (IFAS) ），宗旨是為鹹海流域各種項目籌集資金，供拯救鹹海，和改善與因鹹海乾涸而引起環境的問題。這個基金在各國首腦會議，以及從世界銀行那裡取得經費方面，取得些許成功，但在例如執法問題，和進度趨緩的問題上仍有許多挑戰。

## 沃茲羅日傑尼耶島

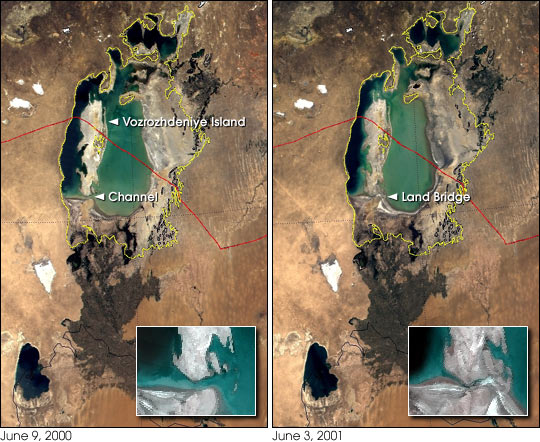
沃茲羅日傑尼耶島（俄文“重生”之義）在2001年中完全露出水面之後，與大陸土地連結。

沃茲羅日傑尼耶島位在南鹹海。由於鹹海不斷縮小，它在2001年年中首先成為半島，最後與大陸土地合為一體。其他島嶼，例如科卡拉爾島和巴爾薩-凱爾梅斯島也有相似情況。自從2008年東南鹹海（即南鹹海的東部）消失後，沃茲羅日傑尼耶島已無島嶼特徵。島嶼地區土地現由哈薩克和烏茲別克兩國共有。
1948年，蘇聯在這之前原為鹹海上的島嶼建立一個極為機密的生化武器實驗室，現在這裡是位於哈薩克和烏茲別克兩國間有領土糾紛的地方。這個實驗室的確切歷史、功能、和當前狀態清仍然沒人清楚，但在那裡測試出來的生物製劑包括炭疽桿菌、貝氏考克斯菌、土拉弗朗西斯菌、豬布魯氏菌、Prowazekii立克次氏體、天花、鼠疫桿菌、肉毒桿菌毒素、和委內瑞拉馬腦炎病毒。
來自該島的生化武器天花，在1971年污染到附近的一艘船，傳播到港口城市阿拉爾，有10人受到感染，其中3人死亡，當局為當地50,000名居民進行大規模的疫苗接種工作（請參考鹹海天花事件）。蘇聯在1991年解體，這個生化武器基地在1992年遭到廢棄。科學考察證明，這裡曾經是生產、測試、和隨後傾倒生化武器的地點。美國在2002年組織一個項目，並透過烏茲別克協助，對10個炭疽桿菌埋藏地點進行除污淨化工作。據哈薩克檢疫和人畜共患病感染科學中心（Kazakh Scientific Center for Quarantine and Zoonotic Infections）稱，所有炭疽桿菌埋藏地點的除污淨化工作均已完成。

## 油氣勘探
烏茲別克副總理爾伽許· 賽伊斯瑪托夫在2006年8月30日宣布，烏茲別克政府與國際財團（由國有的烏茲別克石油公司、盧克石油海外公司、馬來西亞國家石油公司、韓國國家石油公司、和中國石油天然氣集團組成）對於鹹海油氣勘探和開發，達成生產共享協議，協議說：“人們對於鹹海尚有許多未知之處，在探得油氣方面，雖說有風險，但希望很大。我們相信這個獨特項目有成功的機會。”財團在2005年9月組成。
截至2010年6月1日，已在這個地區3公里深度之處，開採出500,000立方公尺的天然氣。

## 與鹹海有關的影片
蘇聯導演德米特里·斯維托扎洛夫（Dmitri Svetozarov）在1989年執導的電影《狗》中對鹹海海岸的困境有所描述。這部影片在鹹海附近一處真實的鬼鎮所拍攝，片中有廢棄建築物，和船隻散落四處的場景。
在2000年，MirrorMundo基金會製作一部紀錄片，名為Delta Blues（影片全名：Delta Blues (In a Land of Cotton)），講述由於海洋乾涸而引起的問題。
2007年6月，英國廣播公司世界新聞頻道播放一部名為《從崩潰邊緣復原？（Back From the Brink?）》的紀錄片，製作人為Borna Alikhani和Guy Creasey，描述自科卡拉爾大壩竣工以來，這個地區發生的變化。
塔吉克導演巴克特·亞胡都那扎羅夫在2012年執導電影《等待大海（Waiting for the sea）》講述鹹海的情況，對一個海邊漁鎮人們生活產生的影響。
2012年，克里斯托弗·帕索（Christoph Pasour）和阿爾弗雷德·迪堡（Alfred Diebold）製作一部長達85分鐘的電影，標題為“從冰川到鹹海（From the glaciers to the Aral Sea）”，展示鹹海流域的水資源管理系統，尤其是鹹海流域周圍的情況。這部影片於2012年在法國馬賽舉行的第六屆世界水資源論壇上首映，現可在網站：www.waterunites-ca.org ，以及Alfred Diebold的YouTube頻道：waterunitesca上觀賞。
2013年10月，半島電視台製作一部紀錄片，片名《湖邊的人們（People of The Lake）》，由恩薩爾·阿爾泰（Ensar Altay）執導，描述鹹海目前的狀況。
2014年，導演Po Powell在哈薩克和烏茲別克交界處的鹹海遺跡附近，拍攝一部平克·佛洛伊德的單曲 “Louder than Words（勝過言語”的MTV。
英國廣播公司於2018年10月製作一個名為“時尚骯髒的秘密（Fashion's Dirty Secrets）”的節目，其中很大部分顯示鹹海萎縮的現象，及其所產生的後果，片中包含有一絲對未來的希望。

## 延伸閱讀
- Aladin, Nikolay Vasilevich; Gontar, Valentina Ivanovna; Zhakova, Ljubov Vasilevna; Plotnikov, Igor Svetozarovich; Smurov, Alexey Olegovich; Rzymski, Piotr; Klimaszyk, Piotr. . Environmental Science and Pollution Research International. 27 November 2018, 26 (3): 2228–2237. PMC 6338704 . PMID 30484051. doi:10.1007/s11356-018-3807-z.
- Bissell, Tom. . Harper's. April 2002: 41–56  [17 May 2008]. （原始内容存档于2008-07-06）.
- Bissell, Tom. . New York: Vintage Books. 2004. ISBN 978-0-375-72754-2.
- Borroffka, Nikolaus G.O., , Kostianoy, Andrey G.; Kosarev, Aleksey N.  (编), , Heidelberg: Springer-Verlag: 283–303, 2010  [2021-06-18], （原始内容存档于2021-10-09）
- Cretaux, Jean-François; Letolle, René; Bergé-Nguyen, Muriel. . Global and Planetary Change. 2013, 110: 99–113  [8 June 2020]. doi:10.1016/j.gloplacha.2013.05.006. （原始内容存档于2020-06-08）.
- Ellis, William S. . National Geographic. February 1990: 73–93.
- Ermakhanov, Zaualkhan K.; Plotnikov, Igor S.; Aladin, Nikolay V.; Micklin, Philip. . Lakes & Reservoirs: Research and Management. 28 February 2012, 17 (1): 3–9. doi:10.1111/j.1440-1770.2012.00492.x.
- Ferguson, Rob. . Vancouver: Raincoast Books. 2003. ISBN 1-55192-599-0.
- Ryszard Kapuscinski, Imperium, Granta, 2019, ISBN 9781783785254
- Kasperson, Jeanne; Kasperson, Roger; Turner, B.L. . Dordrecht; Boston: Kluwer Academic Publishers. 1995: 92. ISBN 92-808-0848-6.
- Bendhun, François; Renard, Philippe. . Journal of Marine Systems. 2004, 47 (1–4): 35–50  [17 May 2008]. doi:10.1016/j.jmarsys.2003.12.007. （原始内容存档于14 February 2008）.
- Micklin, Philip. . Annual Review of Earth and Planetary Sciences. 2007, 35 (4): 47–72. Bibcode:2007AREPS..35...47M. doi:10.1146/annurev.earth.35.031306.140120.
- Sirjacobs, Damien; Grégoire, Marilaure; Delhez, Eric; Nihoul, JCJ. . Journal of Marine Systems. 2004, 47 (1–4): 51–66. Bibcode:2004JMS....47...51S. doi:10.1016/j.jmarsys.2003.12.008. hdl:2268/2793.
- Sun, Fangdi; Ma, Ronghua. . Annals of GIS. 14 June 2019, 25 (3): 247–261. doi:10.1080/19475683.2019.1626909 .

## 外部連結
- 咸海“缩水”90%潘基文称之为“地球上最令人惊讶的生态灾难”（页面存档备份，存于）
- {{cite web
- Rivers Network : Aral Sea watersheds - webmap
- Post-Soviet Legacy: Aral Sea Pollution from the Dean Peter Krogh Foreign Affairs Digital Archives （页面存档备份，存于）
- Aral Sea Foundation （页面存档备份，存于）
- Union for Defence of the Aral Sea and Amudarya River
- . World Bank Group - Kazakhstan. December 2006  [2020-03-13]. （原始内容存档于2016-10-17）.
- Aral Sea from Space （页面存档备份，存于） (time lapse)
- Swedish Aral Sea Society （页面存档备份，存于）
- Google Earth view of the Aral Sea （页面存档备份，存于）
- Youtube video: stranded ships on the dry bed of the Aral Sea being broken up for scrap （页面存档备份，存于）